# Ordre de Souvorov (fédération de Russie)
Pour les articles homonymes, voir Souvorov (homonymie).
L'ordre de Souvorov (en russe : Орден Суворова, Orden Souvorova) est une distinction honorifique de la fédération de Russie, nommée en l'honneur du maréchal Alexandre Souvorov (1729–1800).

## Genèse
Cet ordre avait été créé initialement par décision du Présidium du Soviet suprême de l'URSS le 24 juillet 1942 pour récompenser les officiers des forces terrestres et aériennes, qui par leurs actions, seraient venus à bout de forces ennemies supérieures en puissance et effectifs.

## Évolution de l'ordre
À la suite de la dislocation de l'Union soviétique, en 1991, l'ordre n'a pas été supprimé et a été conservé tel quel par la décision 2557-I du Soviet suprême de la fédération de Russie du 20 mars 1992.

## Statut de l'ordre
L'ordre de Souvorov est décerné en une seule classe aux commandants de formation, de leurs adjoints, les chefs de la gestion opérationnelle, de services opérationnels, les chefs de l'armée et des forces spéciales des Forces armées de la fédération de Russie : pour l'organisation habile des opérations et la gestion des groupes de soldats (forces), des formations et des unités militaires, qui ont réussi, malgré la résistance acharnée de l'ennemi, de sa supériorité numérique, de son équipement supérieur et son emplacement plus favorable dans le théâtre des opérations, à atteindre les objectifs de l'opération tout en conservant les zones clés de son territoire (ou du territoire d'un pays allié), pour la création de conditions favorables à saisir l'initiative et de mener d'autres opérations à des fins offensives ; pour l'organisation habile et la gestion des unités des Forces armées de la fédération de Russie pendant des actions de dissuasion stratégique visant à prévenir une escalade ou une agression (conflit) contre la fédération de Russie et (ou) ses alliés.
L'ordre peut aussi être décerné pour avoir mené des opérations sur terre ou dans l'air, au cours de laquelle, malgré la supériorité numérique de l'ennemi, les objectifs des opérations furent réalisées tout en conservant la pleine capacité opérationnelle des unités militaires. Peut être attribué à des citoyens étrangers, des soldats des forces alliées parmi les officiers supérieurs impliqués aux côtés des soldats de la fédération de Russie, pour l'organisation et la conduite d'une opération combinée réussie. L'ordre peut être décerné à titre posthume.

## Description de l'insigne actuel de l'ordre
L'ordre soviétique qui comprenait 3 classes, ne fut pas décerné sous cette forme sous la fédération de Russie. Le décret présidentiel 1099 du 7 septembre 2010 a modernisé et réorganisé grandement le système de récompenses d'État, éloignant finalement cet ordre de ses racines soviétiques. 
La nouvelle décoration de l'ordre de Souvorov est ainsi modifié :
- une seule classe à la place des 3 anciennes classes,

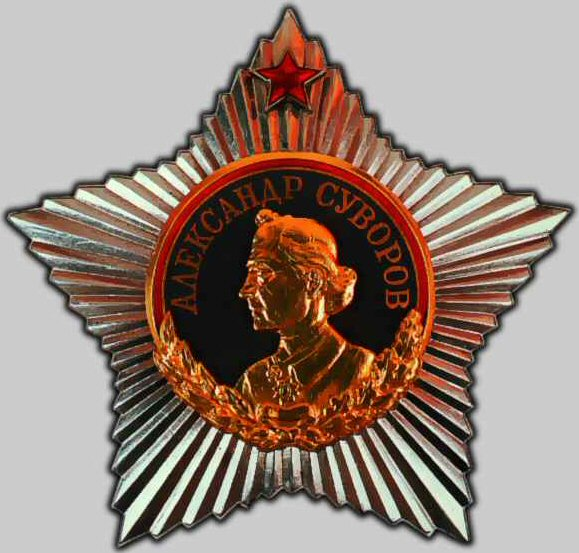
Insigne soviétique de l'ordre de Souvorov de 1re classe (1942-2010).

- Le centre de l'insigne « soviétique » : un médaillon doré avec un portrait de profil tourné vers la gauche du maréchal Alexandre Souvorov, surmontant deux branches de chêne et de laurier entrecroisées, sommé dans la partie supérieure du médaillon, suivant sa circonférence, de l'inscription en rouge émaillé « ALEXANDRE SOUVOROV » (en russe : АЛЕКСАНДР СУВОРОВ) est conservé. Mais il est placé sur une croix pattée plaquée or de 40 mm, ornée de rayons d'argent pointant vers l'extérieur entre les bras de la croix pour former finalement un carré. La distance entre la pointe des rayons d'argent à la pointe des rayons opposés est de 35 mm. Le revers porte un numéro d'attribution[3]..
- enfin, ce nouvel insigne est suspendu à une monture standard pentagonale russe recouverte d’un ruban vert de soie moirée d’une largeur de 24 mm avec une bande centrale orange de 5 mm de largeur[3], qui reprend le ruban de rappel de la 1re classe de l'ancien ordre soviétique : .

## Préséance
L'ordre de préséance de la fédération de Russie exige que l'ordre de Souvorov soit porté sur le côté gauche de la poitrine, et en présence d'autres ordres et médailles de la fédération de Russie, qu'il soit situé immédiatement à la suite de l'ordre d'Alexandre Nevski.